# Vòng loại Giải vô địch bóng đá thế giới 1994 – Khu vực Bắc, Trung Mỹ và Caribe
Dưới đây là kết quả các trận đấu của vòng loại giải vô địch bóng đá thế giới 1994 khu vực Bắc, Trung Mỹ và Caribe (CONCACAF).
Có tổng cộng 24 đội tuyển quốc gia thuộc CONCACAF tham dự vòng loại. Khu vực Bắc, Trung Mỹ và Caribe được phân bổ 2.25 suất (trong tổng số 24) ở vòng chung kết. Hoa Kỳ, chủ nhà của giải đấu, tự động vượt qua vòng loại, để lại 1.25 suất cho 22 đội tuyển cạnh tranh, vì Cuba (khu vực Caribe) rút lui.
Vòng loại bao gồm 3 vòng. México và Canada được miễn vào vòng 2. 20 đội còn lại được chia thành 2 khu vực, dựa trên vị trí địa lí, như sau:
- Khu vực Caribe: 14 đội thi đấu loại trực tiếp theo thể thức sân nhà - sân khách để xác định ba đội vào vòng 2.
- Khu vực Trung Mỹ: 6 đội chia cặp thi đấu loại trực tiếp theo thể thức sân nhà - sân khách. Đội thắng lọt vào vòng 2.

Ở vòng 2, 8 đội được chia thành 2 bảng, mỗi bảng 4 đội. Các đội thi đấu theo thể thức sân nhà - sân khách. Đội đứng nhất và đứng nhì mỗi bảng lọt vào vòng cuối.
Ở vòng cuối, 4 đội thi đấu theo thể thức sân nhà - sân khách. Đội nhất bảng vượt qua vòng loại. Đội nhì bảng vào trận play-off liên lục địa CONCACAF–OFC.

## Khu vực Caribe

### Vòng sơ loại 1
| Cộng hòa Dominica | 1–2 | Puerto Rico            |
| ----------------- | --- | ---------------------- |
| Rodríguez 67'     |     | Lugris 23' · Borja 57' |

| Puerto Rico | 1–1 | Cộng hòa Dominica |
| ----------- | --- | ----------------- |
| Paonessa 6' |     | Rodríguez 3'      |

Puerto Rico vào vòng sơ loại 2, thắng với tổng tỷ số 3–2.
| Saint Lucia | 1–0 | Saint Vincent và Grenadines |
| ----------- | --- | --------------------------- |
| Jean 5'     |     |                             |

| Saint Vincent và Grenadines       | 3–1 | Saint Lucia |
| --------------------------------- | --- | ----------- |
| Joseph 33' · Jack 56' · Brown 66' |     | Jean 22'    |

Saint Vincent và Grenadines vào vòng sơ loại 2, thắng với tổng tỷ số 3–2.

### Vòng sơ loại 2
| Bermuda    | 1–0 | Haiti |
| ---------- | --- | ----- |
| Goater 87' |     |       |

| Haiti            | 2–1 | Bermuda    |
| ---------------- | --- | ---------- |
| Eliezar 24', 34' |     | Goater 20' |

Tổng tỷ số là 2–2. Bermuda vào vòng 1 nhờ luật bàn thắng sân khách.
| Jamaica               | 2–1 | Puerto Rico |
| --------------------- | --- | ----------- |
| Hyde 57' · Wilson 67' |     | Espinoza 3' |

| Puerto Rico | 0–1 | Jamaica    |
| ----------- | --- | ---------- |
|             |     | Wright 31' |

Jamaica vào vòng 1, thắng với tổng tỷ số 3–1.
| Antille thuộc Hà Lan | 1–1 | Antigua và Barbuda |
| -------------------- | --- | ------------------ |
| Regales 38'          |     | Clarke 31'         |

| Antigua và Barbuda   | 3–0 | Antille thuộc Hà Lan |
| -------------------- | --- | -------------------- |
| Edwards 6', 75', 85' |     |                      |

Antigua và Barbuda vào vòng 1, thắng với tổng tỷ số 4–1.
| Guyana      | 1–2 | Suriname                |
| ----------- | --- | ----------------------- |
| Stanton 43' |     | Simson 52' · Leyman 68' |

| Suriname   | 1–1 | Guyana     |
| ---------- | --- | ---------- |
| Godlieb 2' |     | Archer 48' |

Suriname vào vòng 1, thắng với tổng tỷ số 3–2.
| Barbados  | 1–2 | Trinidad và Tobago       |
| --------- | --- | ------------------------ |
| White 55' |     | Latapy 20' · Charles 66' |

| Trinidad và Tobago                     | 3–0 | Barbados |
| -------------------------------------- | --- | -------- |
| Faustin 63' · Jamerson 72' · Lewis 74' |     |          |

Trinidad và Tobago vào vòng 1, thắng với tổng tỷ số 5–1.
|  | Saint Vincent và Grenadines | w/o | Cuba    |  |
|  |                             |     | Rút lui |  |

Cuba rút lui, Saint Vincent và Grenadines vào vòng 1.

### Vòng 1
| Antigua và Barbuda | 0–3 | Bermuda                                |
| ------------------ | --- | -------------------------------------- |
|                    |     | Thompson 21' · Cann 70' · Jennings 79' |

| Bermuda        | 2–1 | Antigua và Barbuda |
| -------------- | --- | ------------------ |
| Goater 42' 47' |     | Ivor 17'           |

Bermuda vào vòng 2, thắng với tổng tỷ số 5–1.
| Trinidad và Tobago | 1–2 | Jamaica                 |
| ------------------ | --- | ----------------------- |
| Charles 80'        |     | Isaacs 52' · Anglin 65' |

| Jamaica   | 1–1 | Trinidad và Tobago |
| --------- | --- | ------------------ |
| Davis 28' |     | Haynes 41'         |

Jamaica vào vòng 2, thắng với tổng tỷ số 3–2.
| Suriname | 0–0 | Saint Vincent và Grenadines |
| -------- | --- | --------------------------- |
|          |     |                             |

| Saint Vincent và Grenadines | 2–1 | Suriname    |
| --------------------------- | --- | ----------- |
| Joseph 31' · Dupont 81'     |     | Francis 17' |

Saint Vincent và Grenadines vào vòng 2, thắng với tổng tỷ số 2–1.

## Khu vực Trung Mỹ

### Vòng 1
| Guatemala | 0–0 | Honduras |
| --------- | --- | -------- |
|           |     |          |

| Honduras               | 2–0 | Guatemala |
| ---------------------- | --- | --------- |
| Obando 86' · Suazo 88' |     |           |

Honduras vào vòng 2, thắng với tổng tỷ số 2–0.
| Nicaragua | 0–5 | El Salvador                                            |
| --------- | --- | ------------------------------------------------------ |
|           |     | Estrada 3' · González 17' 78' · Castro 21' · Ulloa 73' |

| El Salvador                                                | 5–1 | Nicaragua         |
| ---------------------------------------------------------- | --- | ----------------- |
| Castro 14' 47' · Cienfuegos 34' · González 48' · Ulloa 67' |     | César Rostrán 65' |

El Salvador vào vòng 2, thắng với tổng tỷ số 10–1.
| Panama               | 1–0 | Costa Rica |
| -------------------- | --- | ---------- |
| Mendieta 29' (ph.đ.) |     |            |

| Costa Rica                                                     | 5–1 | Panama               |
| -------------------------------------------------------------- | --- | -------------------- |
| Berry 17' (ph.đ.) · Ramírez 20' · Arguedas 28' 33' · Astua 84' |     | Mendieta 89' (ph.đ.) |

Costa Rica vào vòng 2, thắng với tổng tỷ số 5–2.

## Vòng 2

### Bảng A
| VT | Đội                         | Đ | ST | T | H | B | BT | BB | HS  |
| -- | --------------------------- | - | -- | - | - | - | -- | -- | --- |
| 1  | México                      | 9 | 6  | 4 | 1 | 1 | 22 | 3  | +19 |
| 2  | Honduras                    | 9 | 6  | 4 | 1 | 1 | 14 | 6  | +8  |
| 3  | Costa Rica                  | 6 | 6  | 3 | 0 | 3 | 11 | 9  | +2  |
| 4  | Saint Vincent và Grenadines | 0 | 6  | 0 | 0 | 6 | 0  | 29 | −29 |

México và Honduras vào vòng cuối.
| Costa Rica            | 2–3 | Honduras                            |
| --------------------- | --- | ----------------------------------- |
| Berry 2' · Arnáez 35' |     | Flores 47' · Smith 70' · Obando 80' |

| Saint Vincent và Grenadines | 0–4 | México                                  |
| --------------------------- | --- | --------------------------------------- |
|                             |     | Zague 21' · Suárez 55' · Uribe 73', 78' |

| México                      | 2–0 | Honduras |
| --------------------------- | --- | -------- |
| De la Torre 12' · Uribe 62' |     |          |

| Saint Vincent và Grenadines | 0–1 | Costa Rica   |
| --------------------------- | --- | ------------ |
|                             |     | González 57' |

| México                                         | 4–0 | Costa Rica |
| ---------------------------------------------- | --- | ---------- |
| García 61', 69' · Suárez 64' · De la Torre 82' |     |            |

| Saint Vincent và Grenadines | 0–4 | Honduras                                  |
| --------------------------- | --- | ----------------------------------------- |
|                             |     | Flores 16', 22' · Suazo 54' · Bennett 83' |

| Honduras                                        | 4–0 | Saint Vincent và Grenadines |
| ----------------------------------------------- | --- | --------------------------- |
| Smith 8' · Obando 24' · Flores 34' · Zelaya 86' |     |                             |

| Costa Rica     | 2–0 | México |
| -------------- | --- | ------ |
| Smith 47', 88' |     |        |

| Honduras                | 2–1 | Costa Rica  |
| ----------------------- | --- | ----------- |
| Flores 15' · Obando 51' |     | Ramírez 73' |

| México                                                                                        | 11–0 | Saint Vincent và Grenadines |
| --------------------------------------------------------------------------------------------- | ---- | --------------------------- |
| Uribe 5', 38', 88' · Hermosillo 14', 23', 76', 80' · Bernal 30', 56', 71' · Zague 44' (ph.đ.) |      |                             |

| Costa Rica                                    | 5–0 | Saint Vincent và Grenadines |
| --------------------------------------------- | --- | --------------------------- |
| Astúa 6', 50', 70' · Medford 43' · Arnáez 73' |     |                             |

| Honduras  | 1–1 | México    |
| --------- | --- | --------- |
| Suazo 49' |     | Uribe 57' |

### Bảng B
| VT | Đội         | Đ | ST | T | H | B | BT | BB | HS |
| -- | ----------- | - | -- | - | - | - | -- | -- | -- |
| 1  | El Salvador | 9 | 6  | 4 | 1 | 1 | 12 | 6  | +6 |
| 2  | Canada      | 7 | 6  | 2 | 3 | 1 | 9  | 7  | +2 |
| 3  | Jamaica     | 4 | 6  | 1 | 2 | 3 | 6  | 9  | −3 |
| 4  | Bermuda     | 4 | 6  | 1 | 2 | 3 | 7  | 12 | −5 |

El Salvador và Canada vào vòng cuối.
| Jamaica    | 1–1 | Canada       |
| ---------- | --- | ------------ |
| Wright 78' |     | Mitchell 85' |

| Bermuda         | 1–0 | El Salvador |
| --------------- | --- | ----------- |
| Lightbourne 77' |     |             |

| El Salvador  | 1–1 | Canada     |
| ------------ | --- | ---------- |
| González 32' |     | Miller 86' |

| Bermuda      | 1–1 | Jamaica   |
| ------------ | --- | --------- |
| Jennings 51' |     | Davis 73' |

| Canada       | 1–0 | Jamaica |
| ------------ | --- | ------- |
| Mitchell 53' |     |         |

| El Salvador                                               | 4–1 | Bermuda    |
| --------------------------------------------------------- | --- | ---------- |
| Palacios 22' · González 44' · Cienfuegos 52' · Rivera 56' |     | Goater 80' |

| Canada                    | 2–3 | El Salvador                 |
| ------------------------- | --- | --------------------------- |
| Miller 13' · Mitchell 71' |     | Rivera 44' · Ulloa 52', 89' |

| Jamaica                         | 3–2 | Bermuda                  |
| ------------------------------- | --- | ------------------------ |
| Wright 5' 75' (ph.đ.) · Reid 8' |     | Paynter 66' · Goater 68' |

| Canada                            | 4–2 | Bermuda               |
| --------------------------------- | --- | --------------------- |
| Bunbury 9', 14', 35' · Aunger 86' |     | Goater 72' · Swan 76' |

| Jamaica | 0–2 | El Salvador      |
| ------- | --- | ---------------- |
|         |     | Meléndez 8', 85' |

| Bermuda | 0–0 | Canada |
| ------- | --- | ------ |
|         |     |        |

| El Salvador                  | 2–1 | Jamaica   |
| ---------------------------- | --- | --------- |
| Meléndez 21' · Díaz Arce 64' |     | Davis 35' |

## Vòng cuối
| VT | Đội         | Đ  | ST | T | H | B | BT | BB | HS  |
| -- | ----------- | -- | -- | - | - | - | -- | -- | --- |
| 1  | México      | 10 | 6  | 5 | 0 | 1 | 17 | 5  | +12 |
| 2  | Canada      | 7  | 6  | 3 | 1 | 2 | 10 | 10 | 0   |
| 3  | El Salvador | 4  | 6  | 2 | 0 | 4 | 6  | 11 | −5  |
| 4  | Honduras    | 3  | 6  | 1 | 1 | 4 | 7  | 14 | −7  |

México vượt qua vòng loại. Canada vào trận play-off CONCACAF–OFC.
| El Salvador                     | 2–1 | México          |
| ------------------------------- | --- | --------------- |
| Borja 41' (ph.đ.) · Iraheta 77' |     | Garcia Aspe 75' |

| Honduras                               | 2–2 | Canada                            |
| -------------------------------------- | --- | --------------------------------- |
| Smith 41' (ph.đ.) · Obando 89' (ph.đ.) |     | Catliff 34' (ph.đ.) · Bunbury 68' |

| México                                       | 3–0 | Honduras |
| -------------------------------------------- | --- | -------- |
| Flores 7' · Sanchez 76' (ph.đ.) · Ambríz 89' |     |          |

| Canada                    | 2–0 | El Salvador |
| ------------------------- | --- | ----------- |
| Bunbury 25' · Catliff 33' |     |             |

| Canada                                                  | 3–1 | Honduras   |
| ------------------------------------------------------- | --- | ---------- |
| Mobilio 52' · Bautista 62' (l.n.) · Catliff 66' (ph.đ.) |     | Pineda 17' |

| México                               | 3–1 | El Salvador |
| ------------------------------------ | --- | ----------- |
| Ambríz 2' · Garcia 55' · Ramírez 63' |     | Ulloa 86'   |

| México                                          | 4–0 | Canada |
| ----------------------------------------------- | --- | ------ |
| Ramírez 20', 34' · Flores 53' · Garcia Aspe 68' |     |        |

| Honduras         | 2–0 | El Salvador |
| ---------------- | --- | ----------- |
| Bennett 28', 63' |     |             |

| Honduras   | 1–4 | México                                                      |
| ---------- | --- | ----------------------------------------------------------- |
| Flores 56' |     | Garcia Aspe 2' · Flores 44' · Garcia 49' · Smith 89' (l.n.) |

| El Salvador  | 1–2 | Canada                    |
| ------------ | --- | ------------------------- |
| González 58' |     | Catliff 27' · Mobilio 60' |

| Canada      | 1–2 | México                 |
| ----------- | --- | ---------------------- |
| Bunbury 17' |     | Sanchez 36' · Cruz 84' |

| El Salvador              | 2–1 | Honduras            |
| ------------------------ | --- | ------------------- |
| Díaz Arce 1' · Ulloa 32' |     | Anariba 77' (ph.đ.) |

## Vòng play-off liên lục địa
| Đội 1  | TTS         | Đội 2 | Lượt đi | Lượt về      |
| ------ | ----------- | ----- | ------- | ------------ |
| Canada | 3–3 (1–4 p) | Úc    | 2–1     | 1–2 (s.h.p.) |

## Các đội tuyển vượt qua vòng loại
Dưới đây là 2 đội từ CONCACAF vượt qua vòng loại cho giải đấu.
| Đội    | Tư cách vượt qua vòng loại | Ngày vượt qua vòng loại | Lần tham dự trước trong Giải vô địch bóng đá thế giới1   |
| ------ | -------------------------- | ----------------------- | -------------------------------------------------------- |
| Hoa Kỳ | Chủ nhà                    | 4 tháng 7 năm 1988      | 4 (1930, 1934, 1950, 1990)                               |
| México | Nhất bảng vòng cuối        | 9 tháng 5 năm 1993      | 9 (1930, 1950, 1954, 1958, 1962, 1966, 1970, 1978, 1986) |

1 In đậm chỉ ra đội vô địch năm đó. In nghiêng chỉ ra chủ nhà năm đó.

## Cầu thủ ghi bàn hàng đầu
7 bàn
| - Shaun Goater - Francisco Uribe |

6 bàn
| - Alex Bunbury | - Mágico González | - Óscar Ulloa |

5 bàn
| - Juan Flores Madariaga - César Obando |

4 bàn
| - John Catliff - Javier Astua | - Carlos Castro Borja - Hector Wright | - Luis García Postigo - Carlos Hermosillo |

3 bàn
| - Derrick Edwards - Dale Mitchell - Domenic Mobilio - Milton Meléndez | - Eduardo Bennett - Richardson Smith - Nicolás Suazo - Paul Davis | - Marcelino Bernal - Luis Flores - Alberto Garcia Aspe - Ramón Ramírez |

2 bàn
| - Kentoine Jennings - Colin Miller - Juan Carlos Arguedas - Luis Diego Arnáez - Austin Berry - Óscar Ramírez - Richard Smith | - Dinardo Rodríguez - Mauricio Cienfuegos - Raúl Díaz Arce - Guillermo Rivera - Charlie Eliezar - Ignacio Ambríz - Hugo Sanchez | - Claudio Suárez - José Manuel de la Torre - Zague - Víctor René Mendieta Ocampo - Earl Jean - Curtis Joseph - Hutson Charles |

1 bàn
| - Quentin Clarke - Luke Ivor - Tyrone White - Paul Cann - Kyle Lightbourne - Neil Paynter - Sammy Swan - Kenneth Thompson - Geoff Aunger - Lyndon Hooper - Mark Watson - Rónald González Brenes - Hernán Medford - Miguel Estrada - William Renderos Iraheta - Julio Palacios Lozano | - Kevin Archer - Antonhy Stanton - Marco Antonio Anariba - Eugenio Dolmo Flores - Alex Pineda Chacón - Antonio Zelaya - Winston Anglin - Ricardo Hyde - Peter Isaacs - Roderick Reid - Linnal Wilson - Francisco Javier Cruz - Giovanni Regales - César Rostrán - Ramiro Borja - Andre Espinoza | - Marcos Lugris - Franco Paonessa - Alphonsus Brown - Francis Dupont - Rodney Jack - Joseph Francis - Eric Godlieb - Marciano Leyman - Stanley Samson - Brian Haynes - Marvin Faustin - Kerry Jamerson - Russell Latapy - Leonson Lewis |

1 bàn phản lưới nhà
| - Nick Dasovic (trong trận gặp Úc) | - Dangelo Bautista (trong trận gặp Canada) | - Richardson Smith (trong trận gặp México) |